# Atlantica
Atlantica (Атлантика) — белорусский дуэт, известный песнями «Strangers» (с англ. — «Чужие») и «Behind the destiny» (с англ. — «Позади судьбы»), занимающими высокие позиции в хит-парадах.
В 2006 г. группа удостоена звания Лидера продаж в номинации «Лучший поп-исполнитель» и получила 2-е место в номинации «Лучший исполнитель» 2005 года.

## История
Образование группы — 2003 год.
Завершилась работа над альбомом в феврале. Композиции записывались не только в Минске, но и в Москве, Лондоне. Для того чтобы окончательно завершить работу над диском, пришлось даже отменить девять концертов в начале этого года.

## Стиль
Близок к Depeche Mode, Европоп
Special for SQ
Европейский по сути и англоязычный по исполнению.
Песни в стиле евродиско 80-х.

## Название
Алекс (А.): «Атлантика — самый близкий нам по духу океан, неистовый и непредсказуемый, всё есть — и штиль, и шторм. Атлантика привлекает нас тем, что всегда разная».

## Дискография

### 2004
Июнь 2004 — макси-сингл Atlantica
- 1 Intro
- 2 Shivering
- 3 Behind The Destiny
- 4 Strangers
- 5 You’re The Reason
- 6 Strangers
- 7 Strangers
- 8 Behind The Destiny (впервые прозвучала утром 11 декабря 2003 г. в минском радиоэфире)[1]

### 2005
22 февраля — альбом «Heavenly», West Records
Весь тираж альбома продаётся в течение 3 часов
Тема — любовь
- 1 Behind The Destiny
- 2 Real Love
- 3 Fearless
- 4 Gone (Remember My Love)
- 5 Strangers
- 6 Shopping
- 7 Captain, Take Me To The Sea
- 8 Heavenly
- 9 Shivering (в феврале 2005 г. попадает в плейлисты BBC Radio 1[1])
- 10 You’re The Reason
- 11 You’ve Got Your Life
- 12 Gone (Remember My Love)[6]

### 2007
Альбом «Urbanoid», West Records
- 1 Welcome
- 2 Flowers
- 3 Urbanoid (Let’s Do The Tango)
- 4 Better Safe Than Sorry
- 5 Heart And Mind (L.O.V.E.)
- 6 Do You Do You Wanna
- 7 Alpha And Omega
- 8 Don’t Call Me Back
- 9 Requiem For Free
- 10 On And On And On
- 11 Exodus!
- 12 Alpha Et Omega
- 13 Heart And Mind (L.O.V.E.)
- «On And On And On» — записана последней в альбоме, аранжировщик — Баграт Вартанян, идея звучания — слегка напоминает ранний INXS[8]

С 2005 года — обсуждение концепции альбома
сентябрь 2006 года — запись треков
Февраль — завершение работа над альбомом.
Тема — рассказ об обычных жителях мегаполисов.
Запись композиций — Минск, Москва, Лондон. Для окончательного завершения работы над диском были даже отменены девять концертов в начале 2007 года.
Из 30 записанных песен в альбом вошли только 10.
Алекс: "Каждый из нас живёт в рамках города. Так получается, что большинство людей вписываются в эти рамки и становятся «урбаноидами», смешиваясь в общей массе. Наш альбом — о попытке персонифицировать себя, свои чувства и эмоции".

На обложке в чёрно-красных тонах нельзя увидеть лиц участников группы. 
Алекс:"Никаких гламурных фото. Нам надоело, что для того, чтобы тебя называли артистом, достаточно записать пару песен, сняться во всех передачах и журналах. А ведь это сплошь и рядом"

### 2009
Альбом Taboo, Vigma. Основной девиз — «Позвольте себе быть счастливыми»
Алекс: «Тема запретного плода близка каждому человеку со времен Адама и Евы. Лирика новых песен в той или иной степени связана с нашими табу: любовными, религиозными, жизненными — разными. ATLANTICA неоднократно сталкивалась со своими личными „нельзя“, часто нарушая их. Вот и на этот раз мы готовимся нарушить табу».
Релиз третьего альбома — 10 апреля 2009 года. Продажи — с начала мая 2009 года (студия).
Сингл «It’s Not About Us».

### 2012
Альбом V, Anagram Music France.

### Участие в сборниках
- «Первый интернационал[бел.]» (2006), песня «Real love»
- «Тузін. Перазагрузка» (2009), песня «У свеце не адны»[13].

## Победы
По итогам зимнего сезона Национального фестиваля «Песня года Беларуси-2005» победила песня группы «Real love» («Настоящая любовь») — проголосовало 21 тыс. 879 человек. Всего в голосовании приняли участие 177 тысяч 245 человек.

## Видео
2011 год — видеоклип на песню "Vendetta"

## Состав
- Алекс Дэвид (англ. Alex David) — музыка, вокал[16][17].
- Ди'Митр — бэк-вокал, гитара (покинул группу в 2006 году)[18][19].
- Павел Барановский — автор текстов, известный в Белоруссии диджей и программный директор радио Unistar (до 2009 года).
- Ян Бритт (англ. Ian Britte) — автор английских текстов, гитарист и бэк-вокалист (2009 года)[20].

### Аранжировщики
- Баграт Вартанян (2003 — 2007)
- Олег Иванович